# Bell P-63 Kingcobra
Le Bell P-63 Kingcobra (Model 24) est un avion de chasse américain développé durant la Seconde Guerre mondiale. Il est une évolution du P-39 Airacobra destinée à corriger les déficiences de ce dernier. Bien qu'il ne fût pas accepté par l'USAAF pour le service opérationnel, il servira avec succès sous la cocarde de pays alliés, notamment l'Union soviétique et la France.

## Conception et développement

### XP-39E
À l'origine, le P-39 avait été développé  comme un intercepteur, mais dans un souci de réduction de coût et de complexité de production, il fut décidé de retirer du moteur à piston son turbocompresseur et de le remplacer par un simple Compresseur mécanique. Bien évidemment, les performances en altitude de l'Airacobra en souffrirent grandement et Bell dut faire des séries de tests pour résoudre ce problème.
Il en résulta le XP-39 qui apportait deux principaux changements par rapport à la version la plus récente de l'Aircobra (P-39D), à partir de laquelle il était développé. La première amélioration portait sur une nouvelle structure d'aile semi-laminaire, construite selon les dernières recherches du National Advisory Committee for Aeronautics (NACA). L'autre amélioration portera sur le moteur Continental V-1430, notamment en améliorant ses performances à haut régime et en améliorant son supercharger.
Trois prototypes seront commandés en avril 1941 avec les numéros de série 41-19501, 41-19502 et 42-7164. Le moteur V-1430 qui souffrait de retard de développement fut remplacé par le nouveau modèle "-47" du Allison V-1710 qui équipait normalement les P-39. Chacun des prototypes testa une structure d'aile et de dérive différentes. Le 41-19501 était équipé d'une dérive arrondie, mais avec des gouvernes à bout carré. 41-19502 avait une gouverne et des ailerons à bout carré, tandis que le 42-7164 avait toutes ses surfaces de vol à bout carré.
Le XP-39E prouva durant les tests qu'il était plus rapide que le modèle standard de P-39, avec une vitesse de pointe de 620 km/h atteinte à une altitude de 6 600 m. Cependant, le XP-39E fut considéré, du point de vue des autres caractéristiques, comme inférieur aux P-39 en stock, il ne fut jamais mis en production.

### XP-63
Bien que le XP-39E se soit révélé décevant, l'USAAF était néanmoins intéressée par un avion plus grand basé sur la même configuration. Avant même son premier vol, l'USAAF commanda, le 27 juin 1941, 2 prototypes d'une version agrandie équipée du même moteur V-1710-47. Cette nouvelle version reçut la désignation XP-63 et les numéros de série 41-19511 et 41-19512. Un troisième prototype fut aussi commandé (N° de série 42-78015) équipé avec la version américaine du moteur Rolls-Royce Merlin : le Packard V-1650 (en).

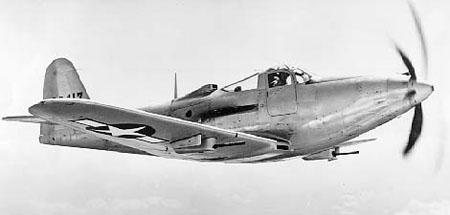
Bell P-63 en vol. À noter les pods d'armement sous les ailes.

Toutes les dimensions du XP-63 étaient supérieures à celles de l'Aircobra, ainsi les ailes laminaires permettaient d'accroitre l'envergure de 1,32 m (soit une envergure totale de 11,68 m). Le moteur fut équipé avec un compresseur à deux étages. À des altitudes plus élevées quand une poussée additionnelle est requise, un embrayage hydraulique met en service ce deuxième compresseur, augmentant de 3 000 m le plafond de l'appareil. Une large hélice quadripale fut aussi standardisée. Une plainte persistante contre l'Airacobra était la difficulté d'accès à son armement situé dans le nez, pour l'entretien au sol. En réponse Bell équipa son XP-63 de plus grands panneaux sur le capot.
En septembre 1942, avant que le prototype ne vole, l'USAAF ordonna la mise en production du P-63A (Model 33). L'armement du P-63A était le même que celui du P-39Q, c'est-à-dire un canon de 37 mm tirant à travers la casserole d'hélice, deux mitrailleuses de calibre 0.50 (12,7 mm) sur le capot, et deux autres mitrailleuses de 0.50 montées dans des pods sous les ailes.
Le premier prototype (immatriculé 41-19511) vola pour la première fois en décembre 1942, le premier anniversaire de l'attaque de Pearl Harbor. Il fut détruit le 28 janvier 1943 en se posant, quand il fut dans l'impossibilité de sortir une partie de son train d'atterrissage. Un second prototype suivit le 5 février 1943. Il fut détruit à son tour, cette fois à la suite d'une panne moteur. Le moteur Merlin 42-78015 fut remplacé pendant les premiers temps par un autre Allison, car les Merlin étaient principalement destinés aux P-51 Mustang. Néanmoins, la nouvelle version "-93" de l'Allison de 1 500 ch, fit de ce prototype un des plus rapides Kingcobra construits, atteignant ainsi 677 km/h à 7 350 m d'altitude.

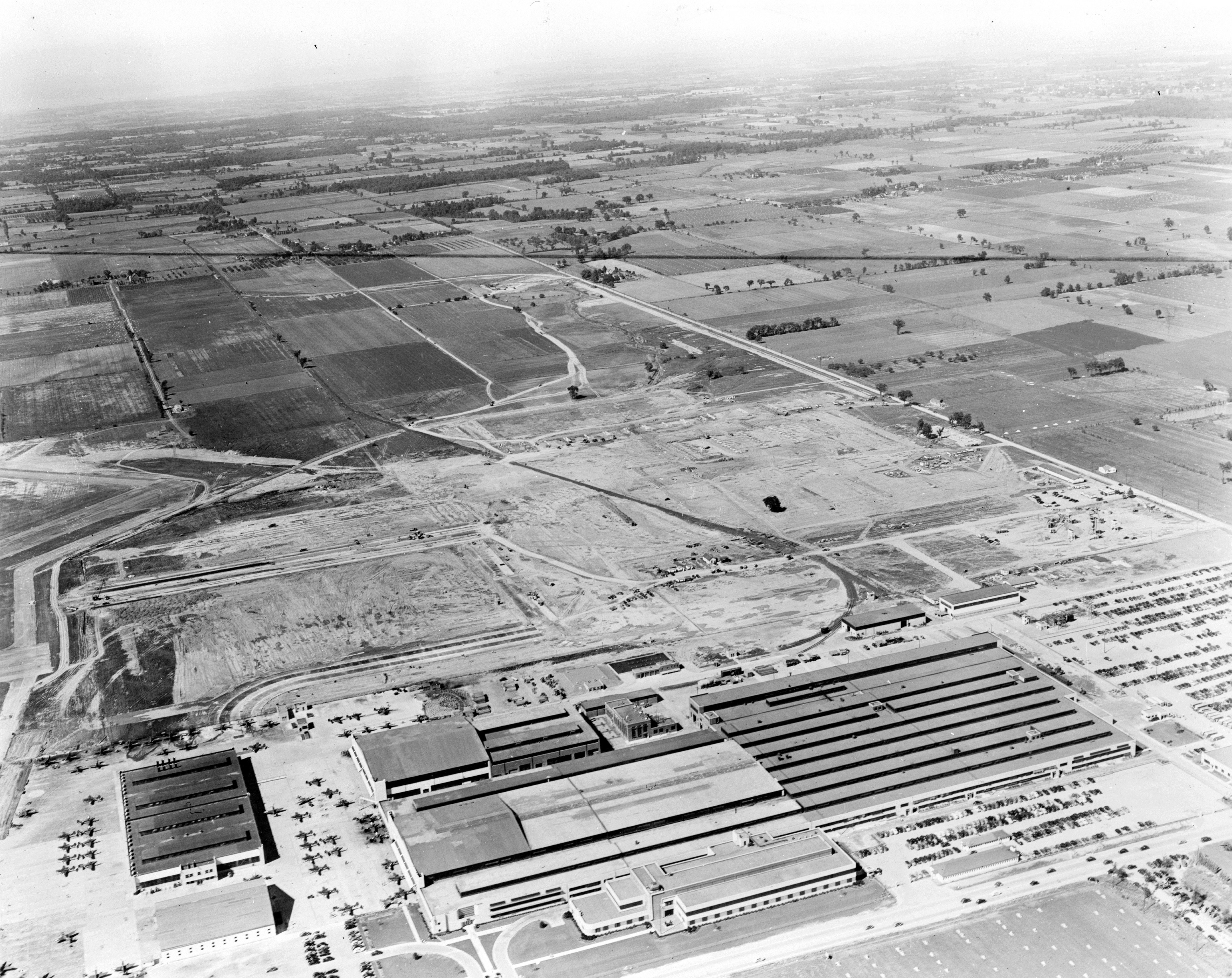
Complexe Bell de Wheatfield (État de New York) qui produisit les P-39 et P-63

Les premières livraisons de P-63A de série commencèrent en octobre 1943. L'USAAF conclut que le Kingcobra était inférieur au Mustang, et déclina toute commande supplémentaire. Cependant, les autres Alliés, plus particulièrement l'URSS, avaient toujours un grand besoin de chasseurs, c'est ainsi que les soviétiques devinrent les premiers utilisateurs de P-63. Par conséquent, le Kingcobra entra en production dans le cadre de la loi Prêt-Bail. En février 1944 une délégation composée de deux pilotes-ingénieurs du NII-VVS, Andrei Grigorevitch Kochetkov et Fiodor Suprun, est envoyée à l'usine Bell pour des tests complets avant les livraisons en masse vers l'URSS. Après avoir "plié" un Kingcobra durant les essais de vrille, Kochetkov parvint à convaincre les américains de la nécessité de renforcer la structure de l'appareil.

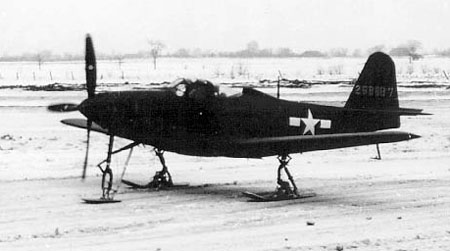
Bell P-63A-6 avec des skis.

L'apport soviétique au développement fut significatif. Comme l'URSS devenait le plus gros utilisateur de P-63, Bell mettait très rapidement en place ses suggestions. La grande majorité des modifications des sous-variantes de la version A résulte directement de ces recommandations, à savoir : l'augmentation du blindage du poste de pilotage et l'ajout de points d'accroches sur la variante P-63A-5, l'ajout de points d'accroche sous les ailes et de réservoirs supplémentaires sur la P-63A-6, etc. L'Union Soviétique expérimenta également un train d'atterrissage sur ski sur le P-63A-6, mais cette modification n'entra jamais en production. La modification soviétique la plus significative fut le positionnement de façon plus avancée du canon principal sur la variante P-63A-9, changeant plus favorablement son centre de gravité et permettant d'augmenter la capacité d'emport de 30 à 58 obus. Ainsi, le P-63 gagna un taux de roulis impressionnant de 110°/s à 440 km/h, laissant sur place P-47, P-40, N1K2 et autres P-51 ...

## Service opérationnel

### Au sein de l'Armée rouge

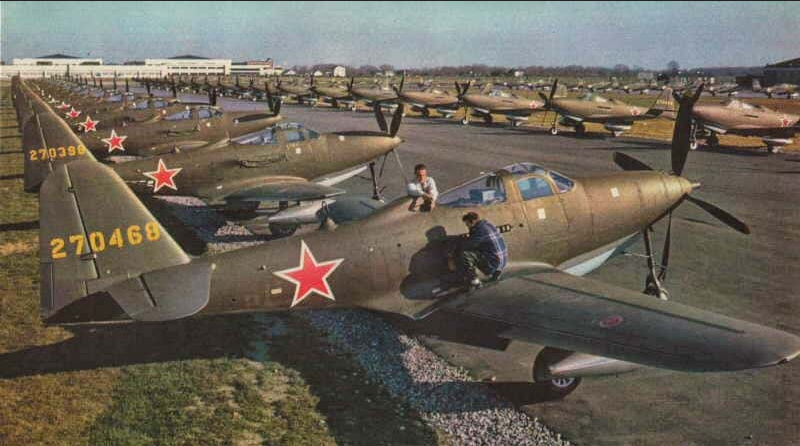
Des rangées de P-63A sortis d'usine a destination de l'URSS le 1er novembre 1944.

Dès leur sortie de l'usine Bell de Niagara Falls (État de New York), les P-63 étaient pris en charge par des pilotes du Air Transport Command et des femmes pilotes issues du programme Women Airforce Service Pilots (WASP) pour les convoyer jusqu'à la base de Nome en Alaska. Les aviateurs chargés du convoyage suivaient la Northwest Staging Route (en) ou Alaska-Siberia Route. Ce trajet aérien était constitué d'une série d'une dizaine de petits aérodromes, bases et stations de radios construits tous les 160 km environ, entre le Montana (États-Unis) et l'Alaska (États-Unis) en passant par-dessus le Yukon (Canada) et la Colombie-Britannique (Canada). Les premiers Kingcobra sont livrés à Fairbanks puis acheminés en URSS via la route "ALSIB" par des pilotes soviétiques formés sur place. Le premier appareil est livré en juin 1944, suivi jusqu'en septembre 1945 par 2 396 autres, plus 3 livrés par voie maritime.
Sur place, le déclin de la Luftwaffe et les livraisons massives des usines nationales n'engendrent aucune urgence. Le nouveau chasseur va devoir subir une batterie de tests méthodiques avant de connaître le front au sein des Forces aériennes soviétiques. Tandis que le P-63A-8, (n° de série 269261), est activement testé dans la plus grande soufflerie de l'époque, au TsAGI, les appareils des séries A-1, A-5, A-7 et A-10 passent dans les centres d'expérimentation du NII-VVS, et du LII-NKAP de la fin 1944 à mars 1945. Le bilan est globalement satisfaisant, vitesse élevée, bonne maniabilité, armement puissant hérité du P-39. À 5 000 mètres d'altitude, le P-63A, ne cède que 9 km/h par rapport à un Messerschmitt 109 G4, mais il lui est inférieur en vitesse ascensionnelle (2 m/s de moins que le Gustav). Par contre, il prend sa revanche en manœuvre horizontale, où il surclasse tant le Messerschmitt que le Focke-Wulf A4. L'expérimentation révèle également les faiblesses de l'avion : capacité d'emport en munitions et de carburant inférieure au P-39, moindre protection côté blindage. Des déformations de revêtement de voilure sont apparues sur les appareils des séries A-1, A-5 et A-6. Un défaut d'autant plus grave que le profil laminaire du P-63 ne saurait tolérer le moindre défaut pour garder ses propriétés. Ce dernier défaut sera corrigé par la société Bell sur la série A-7 par une augmentation de l'épaisseur des tôles de revêtement et un renforcement structurel de l'aile elle-même. En attendant, les soviétiques hésitent entre la mise au rebut pure et simple des séries précédentes ou leur utilisation limitée à l'arrière...
Outre l'augmentation du blindage de cabine qui passa de 40 kg sur le type A1 à 107 sur le type A-10, un manque de stabilité aérodynamique en entrée et sortie de figures acrobatiques fut pratiquement réglé sur le Bell P-63 C-1, par l'installation d'une arête inférieure, ce dernier type bénéficiant en outre d'un moteur V-1710 -117 plus puissant, pouvant fournir en cas d'urgence 1500 chevaux par injection d'eau.
Si ces défauts pouvaient expliquer en partie le manque d'empressement d'envoyer le chasseur au front, le pire reste que les ingénieurs américains échouent à résoudre le problème de la vrille tant sur Kingcobra que sur l'Airacobra. En vidant les bandes de munition le centrage arrière oblige à régler systématiquement les compensateurs, un oubli pouvant engendrer la vrille surtout lors de manœuvres brutales. La vrille du P-63 est certes beaucoup moins violente et heurtée sur l'Airacobra mais en même temps le décrochage qui l'engendre plus précoce. Finalement, le comportement en vrille de l'avion est différent de son prédécesseur, mais aucunement meilleur : les deux appareils ayant fâcheusement tendance à vriller à plat, rendant impossible dès lors la récupération de l'avion dans cette configuration. En conséquence de quoi, les pilotes soviétiques se voient interdire les manœuvres brutales d'entrées et de sorties dans le plan vertical, s'obligeant à l'usage en douceur des commandes... Les figures de voltige ne sont autorisées qu'avec du ballast de poids équivalent aux munitions dans le nez.
C'est donc affublés de limitations diverses que les P-63 vont prendre du service au sein des unités de l'IA-PVO, (Aviation de Chasse de la Défense Aérienne) qui en héritent de manière naturelle, puisqu'avec avec son compresseur adapté, l'Airacobra peut atteindre un plafond pratique de 13 000 mètres et surclasse à partir de 7 500 mètres tant le Lavotchkine La-7, que le Spitfire IX en service dans ces unités spécialisées. Au 1er mai 1945, les régiments de la PVO comptent 51 P-63 dans leur rang, majoritairement au 28e IAP de Moscou, les 17e et 821e, puis le 39e étant en cours de transformation.
Il est à noter toutefois qu'il existe une version occidentale d'utilisation, écrite ci-dessous relatant d'une utilisation de P-63 par les forces aériennes soviétiques du front. Cette version n'est validée par aucun des documents régimentaires habituels issus des VVS, tels les états (inventaire), les ordres de bataille, les journaux de marche des unités, les documents de transfert ou de réception des avions, les carnets de maintenance des appareils, etc. contrairement au P-39 qui y était utilisé de manière pléthorique ... Il n'y avait guère d'intérêt par ailleurs; à basse altitude, en 1944 l'agilité du P-63 était loin d'égaler le La-7 ou la Yak-3 qui volaient en outre respectivement 70 et 55 km/h plus vite que lui ...
"En vertu d'un accord de 1943[citation nécessaire], les Kingcobra furent retirés du front soviétique à l'ouest et furent censés être concentrés dans la partie orientale de la Russie pour préparer une attaque sur le Japon. Cependant, plusieurs rapports officieux du côté soviétique et allemand stipulent des combats entre la Luftwaffe et les P-63 à étoile rouge. Un des plus notables est présent dans les mémoires du Maréchal de l'air russe Aleksandr Ivanovich Pokryshkin publiées en 1990[citation nécessaire], qui stipulaient que les P-39 du 4th GvIAP furent secrètement changés pour des P-63. On stipule aussi qu'ils furent en action au-dessus de Königsberg en Pologne et qu'ils participèrent à l'assaut final sur Berlin. Plusieurs rapports nazis notifient des P-63 abattus par la Luftwaffe et la Flak, néanmoins les archives russes relatent que ce sont des P-39.
En général, les archives officielles russes minimisèrent le rôle des avions de la loi Prêt-Bail en faveur des unités de construction nationale. Mais on sait (qui?) quand même que les P-63 furent des avions d'attaque au sol particulièrement efficaces au sein de l'Armée rouge. La tactique russe du groupe de combat en trois appareils (pourquoi trois et non pas en "zvéno" de 4 avions ?) se révéla très meurtrière dans les rangs de la Luftwaffe, même si pour la plupart du temps c'était contre des Stukas et des bombardiers, les Kingcobra purent aussi accrocher quelques chasseurs de dernière génération à leur tableau de chasse. Des courtes missions à basses altitudes, de bonnes radios, des cockpits chauffés et une certaine agressivité contribuèrent efficacement aux succès russes."[citation nécessaire]
En Extrême-Orient, les Airacobra et les Kingcobras furent utilisés durant l'invasion soviétique de la Mandchourie et de la Corée du Nord (opération Tempête d'août), où un P-63A soviétique abattit un chasseur japonais au-dessus des côtes coréennes, un avion militaire Nakajima Ki-43, Ki-44 ou Ki-84. Un nombre suffisant de ces avions servirent après guerre pour se voir attribuer le code OTAN Fred. Plusieurs pilotes américains rapportent des P-63 en service durant la guerre de Corée[citation requise]. Le 8 octobre 1950, deux Lockheed P-80 Shooting Star de l'United States Air Force pensant être en Corée du Nord font une erreur de navigation et attaquent la base aérienne du 821e Régiment d'aviation de combat à Soukhaïa Retchka en Extrême-Orient soviétique près de la côte[réf. souhaitée].

### Au sein de l'Armée de l'air française
En 1945, 114 P-63C furent livrés à l'Armée de l'air française, mais arrivèrent trop tard pour voir le feu de la Seconde Guerre mondiale. Ils servirent cependant durant la Guerre d'Indochine fin août 1949 où 48 appareils seront livrés avant d'être définitivement retirés du service actif en 1951.
Lors du déclenchement de la guerre d’Indochine fin 1946, il fut effectivement envisagé l’utilisation des Kingcobra, mais les avions n'avaient été livrés que pour leur utilisation en France et il fut nécessaire d’obtenir l’accord américain pour leur envoi en Indochine. C’est la raison pour laquelle les Kingcobra n’arrivèrent en Indochine qu’en 1949 dans les unités suivantes:

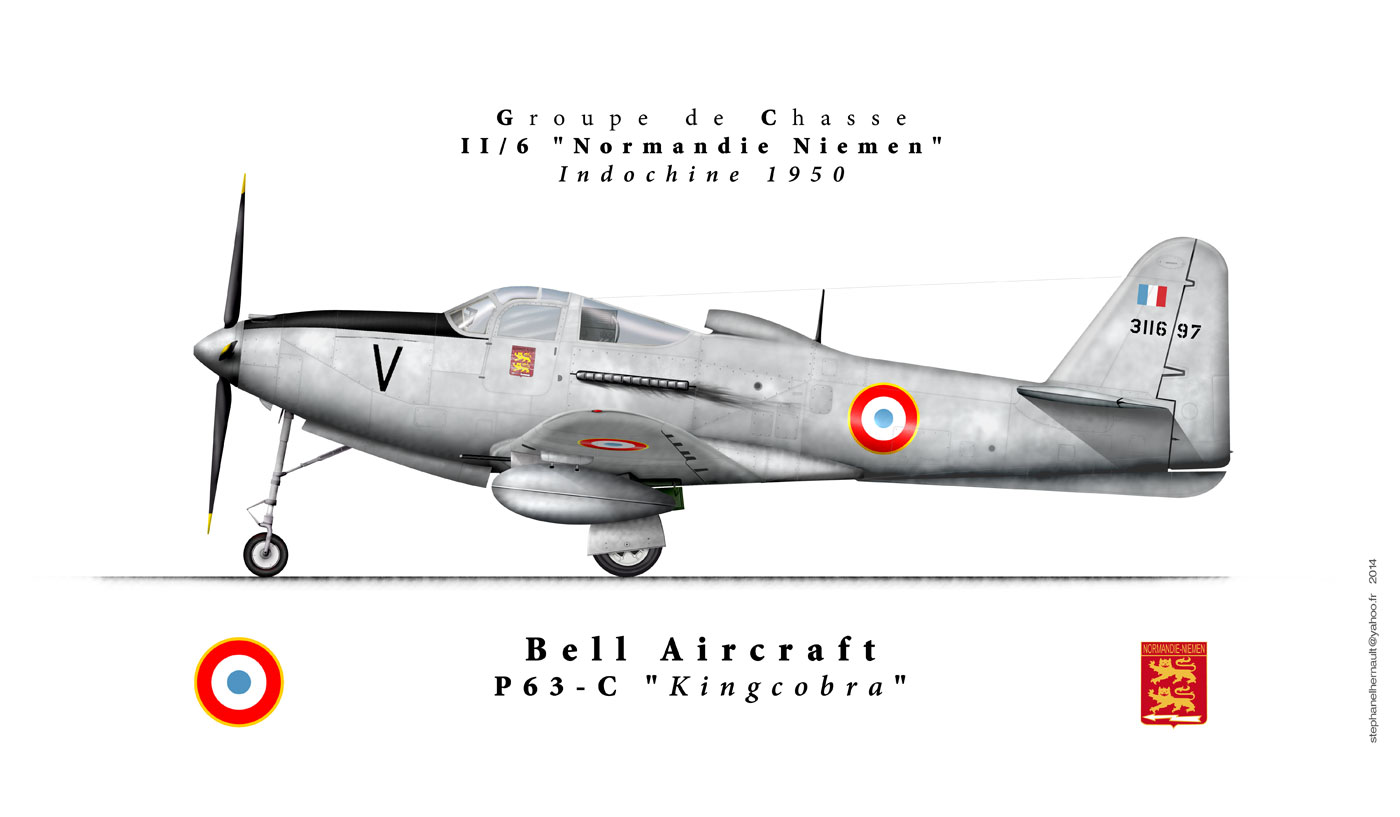
P63C du GC II/6 Normandie-Niemen

Le GC I/5 Vendée qui deviendra le GM III/6 Roussillon,
Le GC II/5 Île-de-France,
Le GC II/6 Normandie-Niemen.
Puis en 1950 ce fut le GC I/6 Corse qui fut transféré et qui reprit des appareils laissés sur place par les groupes retirés.
Malgré leur excellente efficacité dans l’attaque au sol, à cause des problèmes de rechanges et aussi d’approvisionnement en obus de 37 mm pour les canons des Kingcobra, ils seront retirés du service en 1951 et remplacés par des appareils plus modernes.
Le GC I/6 Corse et le GC II/6 Normandie-Niemen remplaceront leurs appareils par des Hellcat.
Le GC I/5 Vendée fut équipé de Kingcobra de juillet 1945 à août 1950, l’unité était basée à Bizerte puis à partir de 1950 en Indochine, où ils abandonneront leurs King qui sont repris par le GM III/6 Roussillon qui les remplace en avril 1951 par des Bearcat.
Le GC II/5 Ile-de-France qui deviendra le GC II/6 Travail et reprendra les traditions du Normandie-Niemen, recevra des Kingcobra en 1947 et les conservera jusqu’en 1949, date à laquelle l’unité reviendra à Oran, laissant ses avions en Indochine
le GC II/9 Auvergne et le GC I/9 Limousin sont remis sur pied entre le 15 juin 1950 et le 1er novembre 1952 pour le GC I/9, entre décembre 1950 et le 1er avril 1954 pour le GC II/9, les deux groupes participent aux opérations en Indochine sur P-63C Kingcobra dans un premier temps puis respectivement sur F8F-1B Bearcat et F6F Hellcat.

### OpérationPinBall
L'emploi le plus courant au sein du service actif de l'USAAF du P-63 se trouve être celui de cible pilotée pour élèves mitrailleurs. Le Kingcobra était peint en orange clair afin d'accroître sa visibilité. Tous les armements et le blindage standard était retirés et remplacés par un blindage complet de l'appareil dont le poids avoisinait 1 tonne. Il était équipé de capteurs qui détectaient les impacts, chaque impact étant signalé par le flash lumineux d'un projecteur situé à la place du canon dans le moyeu du moteur. À cause de cela, cette variante gagna le surnom officieux de Pinball (Flipper). Des munitions spéciales à pointe de graphite qui se désintégraient à l'impact étaient utilisées par les mitrailleurs pour ces exercices.

## Variantes
XP-63Prototype (la désignation de la compagnie est Model 24); 2 appareils produits, immatriculés USAAF 41-19511 et 41-19512.
XP-63AAprès la perte des deux premiers prototypes, un avion de test additionnel fut produit, immatriculé USAAF 42-78015, variante P-63B commandée à l'origine pour servir de plate-forme d'essai pour le moteur Rolls-Royce Merlin.
P-63ADésigné chez Bell comme Model 33 ; 1725 unités produites dans diverses sous versions.
P-63BVersion motorisée avec un Rolls-Royce Merlin, abandonnée à cause du manque de fiabilité du moteur Merlin.
P-63CSeconde version de série différente du P-63A motorisée avec le nouveau Allison V-1710-117 de 1 500 ch (niveau de la mer) ou 1 800 ch avec un turbocompresseur. Son envergure est réduite de 25 cm. 1 777 unités produites.
P-63DDésignation pour un seul appareil (43-11718) équipé d'un Allison V-1710-109 (E22) de 1 425 ch couplée à un envergure agrandie de 25 cm, une surface alaire agrandie, la plus notable modification est l'ajout d'une verrière coulissante. Cette série fut annulée en 1945.
P-63Esimilaire à la P-63D exception faite de l'extension ventrale et l'utilisation d'une verrière standard ; 13 unités produites.
P-63Fversion (Bell Model 43) adoptant une dérive agrandie et un moteur Allison V-1710-135 ; Seulement deux avions produits (43-11719 and 43-11722).
RP-63A/C PinballAvion cible obtenu à partir de 5 P-63A modifiés et 95 modifiés directement sur la ligne de montage ; en 1948, les RP-63A « survivants » furent redésignés QF-63A. 200 RP-63C furent aussi modifiés en Pinball directement en cours de production, les avions restant après guerre seront à leur tour renommés QF-63C.
RP-63G Pinballversion spécialement destinée à la mission de cible volante. Deux prototypes construits (43-11723 et 11724) en plus des 30 avions de série. Possèdent une lumière signalant l'impact des balles en graphite. En 1948, les RP-63G restant furent renommés QF-63G.

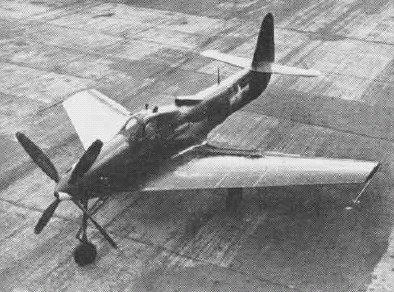
L-39-2 avec des ailes en flèche.

L-39 à ailes en flècheDeux P-63C du surplus de l'armée seront modifiés par Bell pour répondre à un contrat de la Navy pour des essais en vol à vitesse réduite et pour étudier des designs d'ailes pour les grandes vitesses. L'appareil reçu des nouvelles ailes avec des bords d'attaque réglables, des bords de fuites et une flèche de 35°. Seul le train d'atterrissage du nez est rétractable, ceux des ailes sont statiques. Le L-39-1 vola pour la première fois le 23 avril 1946, démontrant le besoin d'agrandir les gouvernes arrières et d'allonger le fuselage pour équilibrer l'avion en vol - le repositionnement des ailes réduisant l'efficacité de l'empennage et changeant le centre de gravité. Une hélice légère de P-39Q-10 fut montée et l'empennage changé. Le L-39-2 incorpora ces changements directement en production. Le L-39-1 fut envoyé au NACA à Langley pour des tests en soufflerie. Le L-39-2 servit aussi comme banc d'essai pour le Bell X-2 pour le design des ailes en flèche à 40°.

## Après-guerre

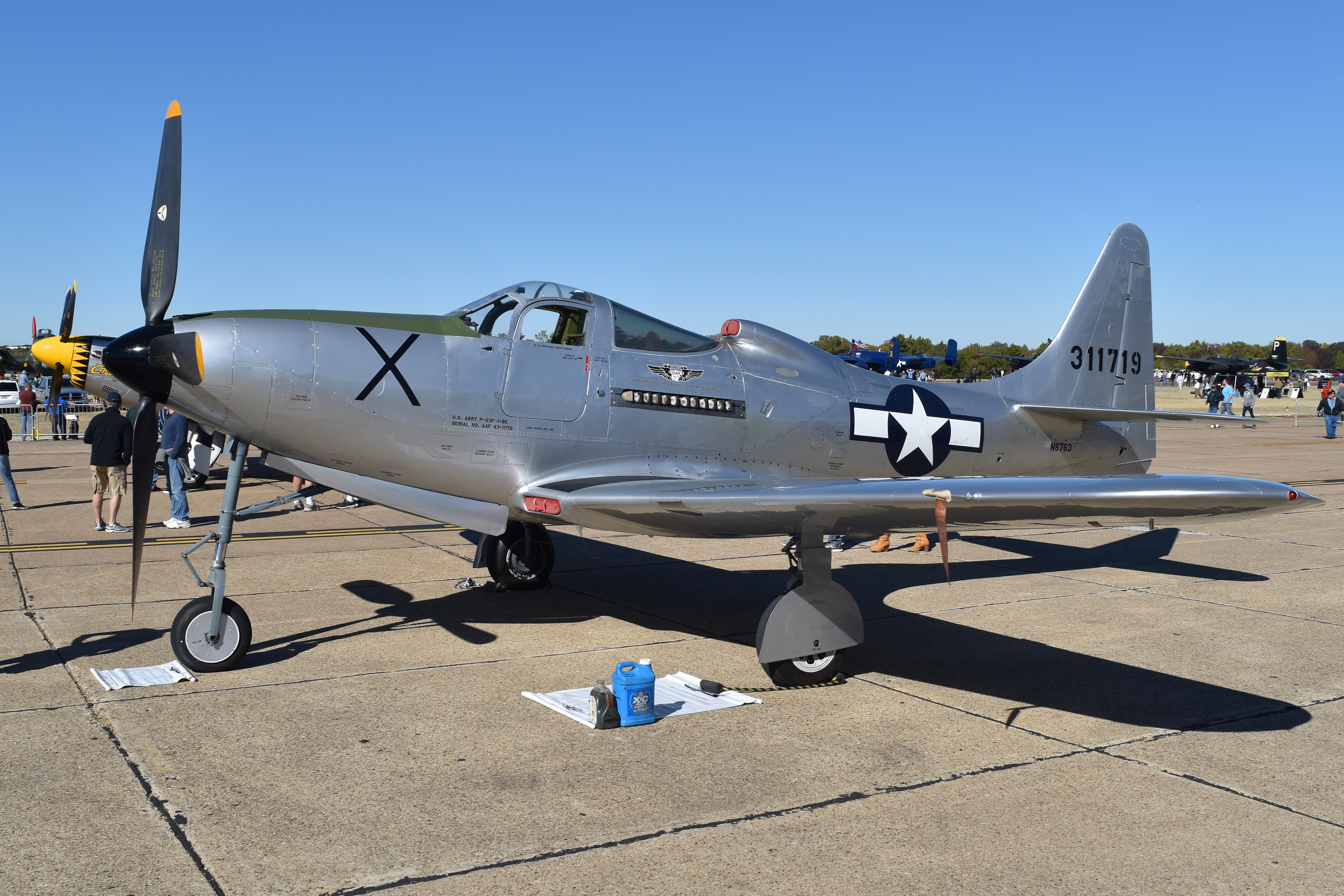
Un warbird P-63F remit en état de vol par la Commemorative Air Force en 2019.

Juste à la fin de la Seconde Guerre mondiale, beaucoup de P-63 du surplus reprirent « du service » en tant qu'avion de course.
Charles Tucker acheta deux P-63 au surplus de Kingman (Arizona) juste après la guerre. Il concourra avec son Tucker Special (no 28 en course et N° d'immatriculation civile N62995) avec le blason The Flying Red Horse durant le Thompson Trophy de 1946. Tucker coupa l'aile afin d'augmenter la vitesse de pointe, réduisant ainsi l'envergure à 7,89 m. Son deuxième avion (immatriculé au civil XN63231 - ancienne immatriculation militaire 44-4126) fut quant à lui aligné sur la grille de départ de la Bendix cross country de 1946. Il était initialement équipé de deux réservoirs supplémentaires sous les ailes, qui seront retirés en 1947. Ses ailes seront également réduites à 7,80 m.
Deux autres Kingcobra de course de renom voleront plus tard. Le Tipsy Miss de John Sandberg (à ailes réduites), identifié comme le no 28 peint en orange, blanc et noir sur une coque chromée. Vendu plus tard à un pilote européen, il sera détruit lors d'un accident en 1990. Le Crazy Horse Campgrounds fut le plus modifié des Kingcobra. Le no 90 de Larry Haven possédait en plus de ses ailes coupées, une verrière minuscule. Il apparaissait en course dans une livrée argentée (aluminium non poli) avec la dérive en blanc et des stabilisateurs peints en noir. Sa fin fut aussi tragique que le no 28, il se crasha dans l'océan durant des tests en vol en 1972.

## Pays utilisateurs
France : 114 de 1945 à 1951

- GC 1/5 Vendée : Avril 1949 à mars 1951
- GC 2/5 Île-de-France : Juillet 1947 à janvier 1951
- RC 1/30 « Normandie-Niémen » : Novembre 1949 - janvier 1951
- GC 3/6 ''Roussillon'' : 1950
- GC 1/9 « Limousin » : Décembre 1944 à mars 1946

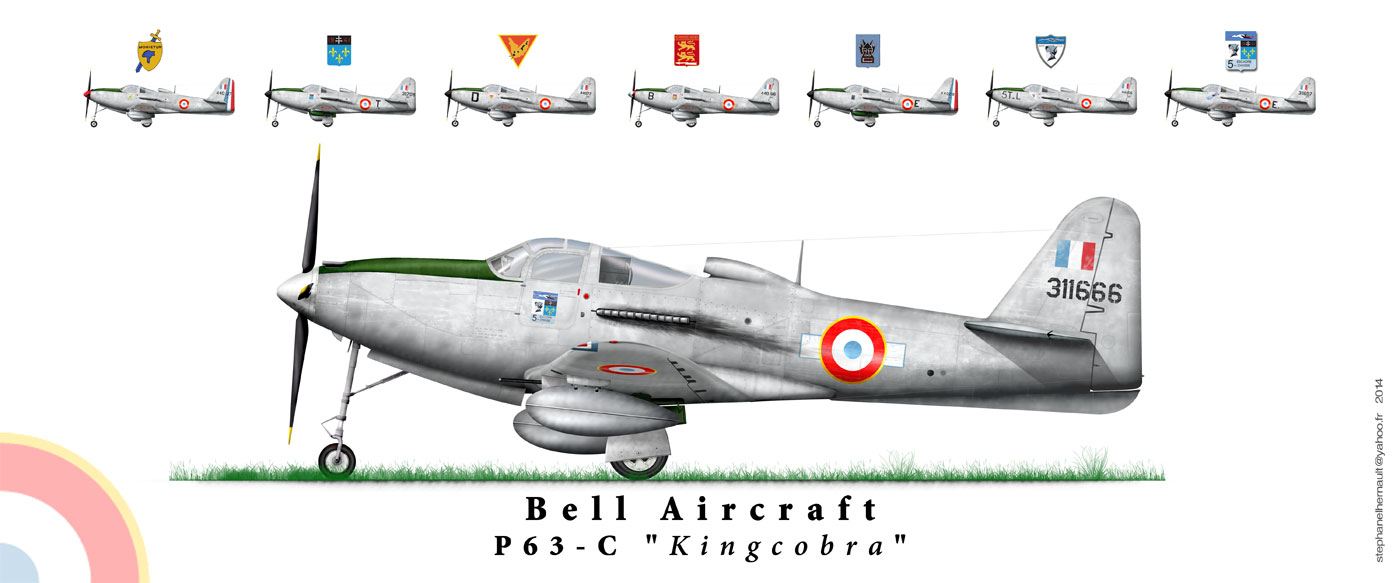
P63-C avec les marquages des différentes unités de l'Armée de l'air Française dotées.

 Honduras : 5 P-63E (utilisés de 1948 à 1960)

 Union soviétique 

 Grande-Bretagne : 2 appareils seulement

 États-Unis : US Army Air Corps, United States Army Air Forces

## Survivants

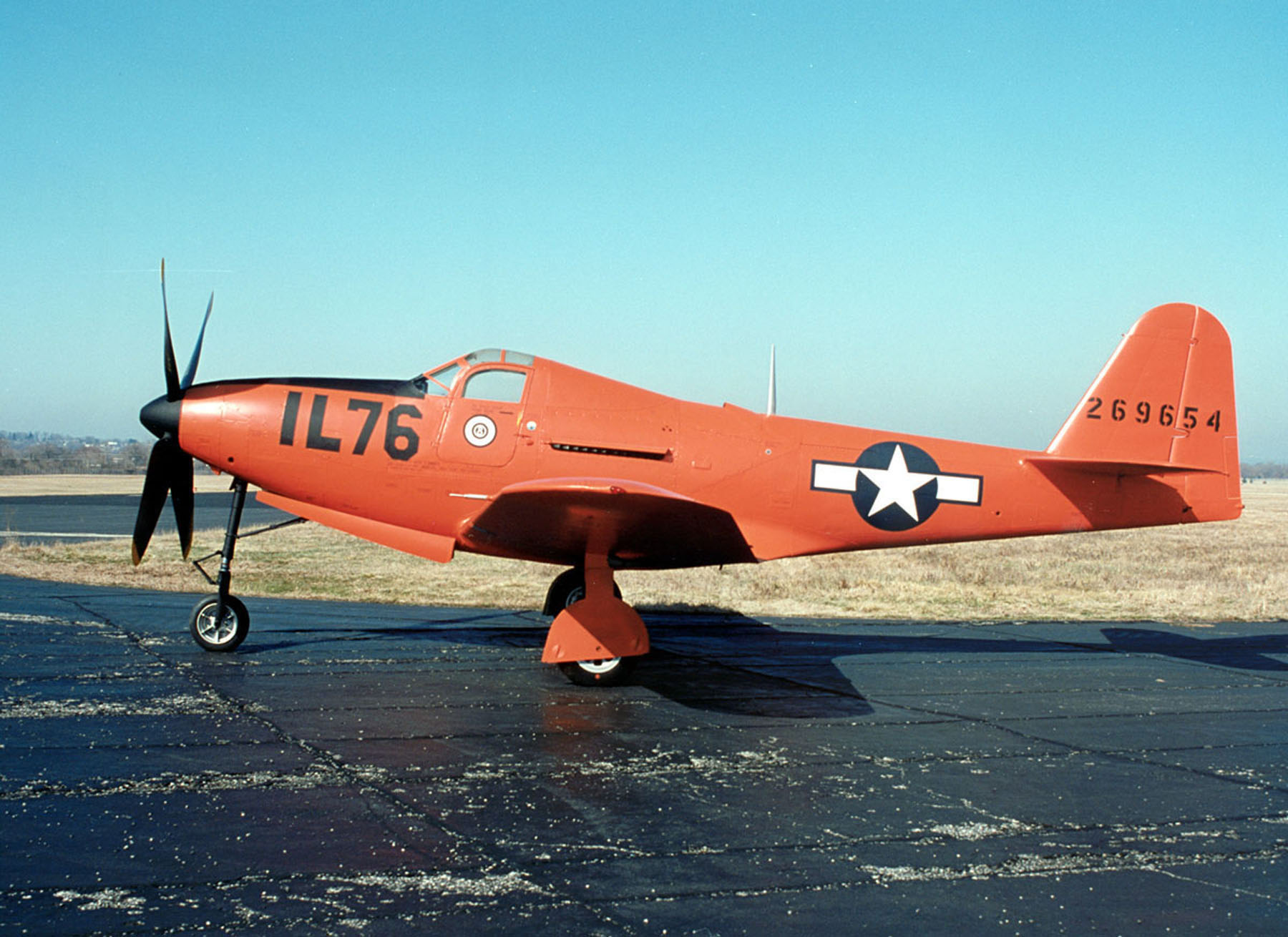
Le RP-63G "Pinball" du Air Force Museum

Plusieurs P-63 sont visibles dans divers musées à travers le monde. Une poignée d'entre eux volent encore en tant que Warbird.
Un modèle de RP-63G "Pinball" est visible actuellement au National Museum of the United States Air Force à côté de Dayton en Ohio. Il est exposé dans le hangar consacré à la Seconde Guerre mondiale dans sa livrée orange d'origine.

### Développement lié
- Bell P-39 Airacobra
- Blue Yonder EZ King Cobra (en) - P-63 replica

### Aéronefs comparables
- Focke-Wulf Fw 190
- Kawanishi N1K
- North American P-51 Mustang
- Republic P-47 Thunderbolt
- Yakovlev Yak-9